# Рокур-э-Флаба (кантон)
Року́р-э-Флаба́ (фр. Raucourt-et-Flaba) — кантон во Франции, находится в регионе Шампань — Арденны, департамент Арденны. Входит в состав округа Седан.
Код INSEE кантона — 0821. Всего в кантон Рокур-э-Флаба входит 12 коммун, из них главной коммуной является Рокур-э-Флаба.

## Коммуны кантона
| Коммуна           | Население, чел. (1999) | Почтовый индекс | Код INSEE |
| ----------------- | ---------------------- | --------------- | --------- |
| Анжкур            | 350                    | 08450           | 08013     |
| Арокур            | 785                    | 08450           | 08211     |
| Артез-ле-Вивье    | 55                     | 08390           | 08023     |
| Бюльсон           | 123                    | 08450           | 08088     |
| Ла-Безас          | 133                    | 08450           | 08063     |
| Ла-Нёвиль-а-Мер   | 75                     | 08450           | 08317     |
| Ле-Мон-Дьё        | 24                     | 08390           | 08300     |
| Мезонсель-э-Вилле | 67                     | 08450           | 08268     |
| Ремийи-Айикур     | 781                    | 08450           | 08357     |
| Рокур-э-Флаба     | 906                    | 08450           | 08354     |
| Стон              | 33                     | 08390           | 08430     |
| Шемери-сюр-Бар    | 437                    | 08450           | 08115     |

## Население
Население кантона на 1999 год составляло 3 769 человек.
| 1962  | 1968  | 1975  | 1982  | 1990  | 1999  | 2006 | 2007 | 2008 |
| ----- | ----- | ----- | ----- | ----- | ----- | ---- | ---- | ---- |
| 4 106 | 4 469 | 4 162 | 3 944 | 3 804 | 3 769 | —    | —    | —    |